# Czapajewka (przystanek kolejowy)
Czapajewka (ros. Чапаевка) – przystanek kolejowy przy osiedlach dacz, w rejonie odincowskim, w obwodzie moskiewskim, w Rosji. Położony jest na linii Moskwa – Mińsk – Brześć. Najbliższą miejscowością jest Czapajewka.